# 1190
[[Категорија: 1190
.| ]]
Година 1190 (MCXC) била је проста година која је почела у понедељак.

## Догађаји
- Википедија:Непознат датум — током целе године трајала је Опсада Акре
- Википедија:Непознат датум — Крсташка војска у марту под водством Фридриха Барбаросе прешла је Босфор.
- Википедија:Непознат датум — Крсташка војска осваја Сидон, Јафу и Цезареју.
- 18. мај – Битка код Иконије
- 10. јун – Прелазећи реку Салеф у Киликији утопио се Барбароса, његова војска се распала.

### Децембар
- Википедија:Непознат датум — Хенрик VI дошао је на престо након смрти свог оца Фридриха Барбаросе.
- Википедија:Непознат датум — Хенрик VI дошао је у Италију и склапао је савезе са многим комунама и феудалцима са Севера, нарочито у Ђенови и Пизи.
- Википедија:Непознат датум — Византијски цар, Исак II Анђео поново је кренуо у поход на Бугаре.
- Википедија:Непознат датум — Цар Исак II Анђео је поразио српског жупана Стефана Немању на Морави.
- Википедија:Непознат датум — Опсада Трнова од стране цара Исака II Анђела доживела је неуспех.
- Википедија:Непознат датум — Настанком Сомесваре IV окончана је дугогодишња власт Цалукја у Декану (висоравни).
- Википедија:Непознат датум — Поново се распламсао рат између Краљевства Чампа и Ангкор у јужној Индокини.
- Википедија:Непознат датум — Стефан Немања је основао Манастир Студеницу, почиње изградња богате серије српских величанствених средњовековних задужбина.

## Смрти
- Арета Печерски

- Изабела од Еноа

- Марија Комнин (краљица Угарске)

- Тит Печерски

- Сибила Јерусалимска

### Јун
- 10. јун —Фридрих I Барбароса, краљ Немачке и цар Светог римског царства (*1122. )